# Kyststien

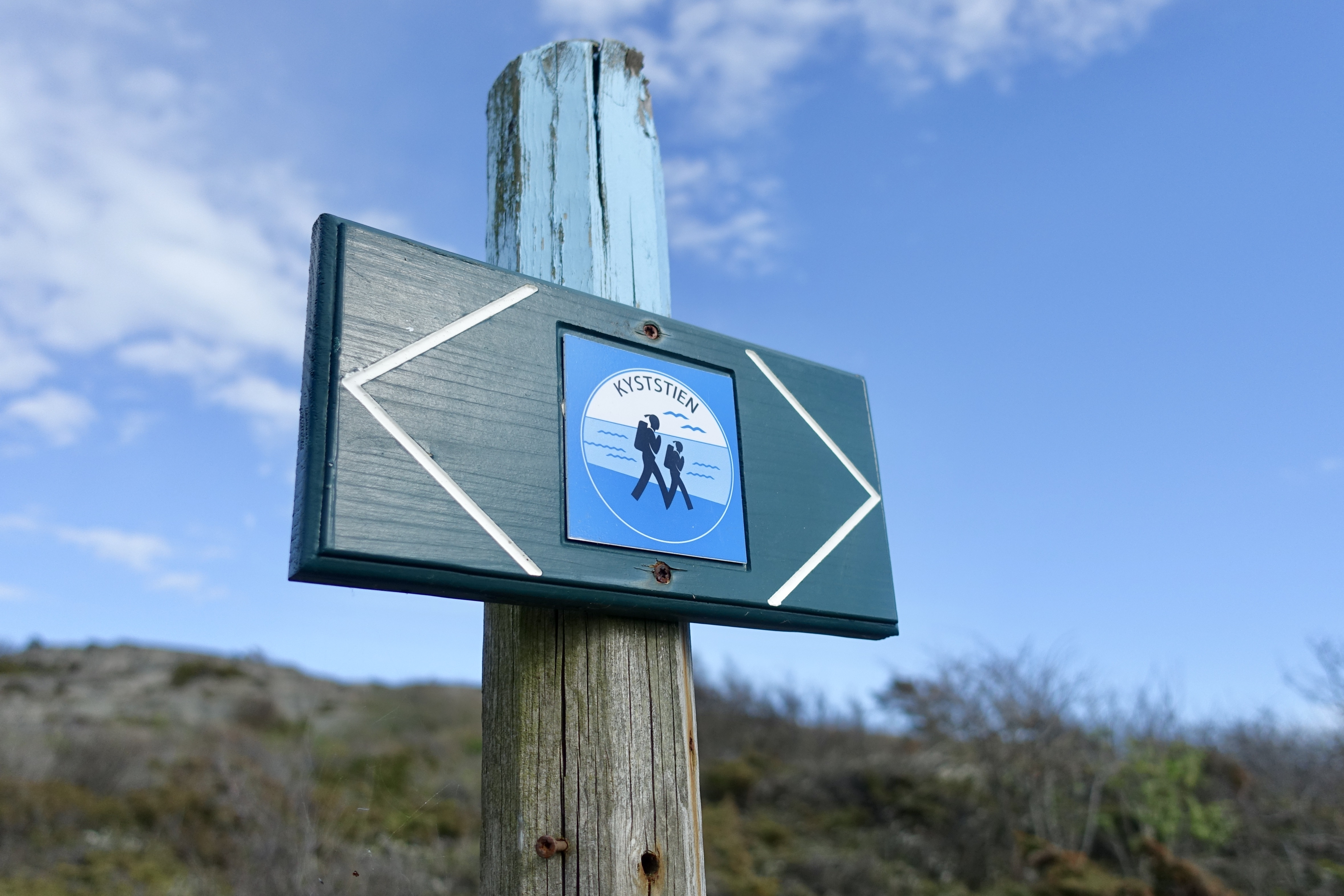

Kyststien (het Kustpad) is een langeafstandswandelpad in Noorwegen. Het bewegwijzerde pad loopt (in verschillende deelstukken) over 650 kilometer langs de zuidkust en westkust van Noorwegen.